# Káto Mazaráki
Káto Mazaráki, en grec moderne : Κάτω Μαζαράκι, plus connu sous le nom de Mazaráki, est un village du dème d'Achaïe-Occidentale, district régional d'Achaïe, en Grèce-Occidentale.
Selon le recensement de 2011, la population du village compte 714 habitants.